# 姚江镇
姚江镇，是中国浙江省绍兴市诸暨市下辖的一个镇。2019年6月,撤销江藻镇和直埠镇，合并设立姚江镇。

## 行政区划
下辖以下地区：
吴墅村、汪王村、草湖江口村、东江村、银江村、江藻村、浦西村、渔江村、山汀村、江丰村、壁玉村、墨城坞村和梓尚阁村。

## 知名人物
- 姚文元，中共领导人